# Pease Dean

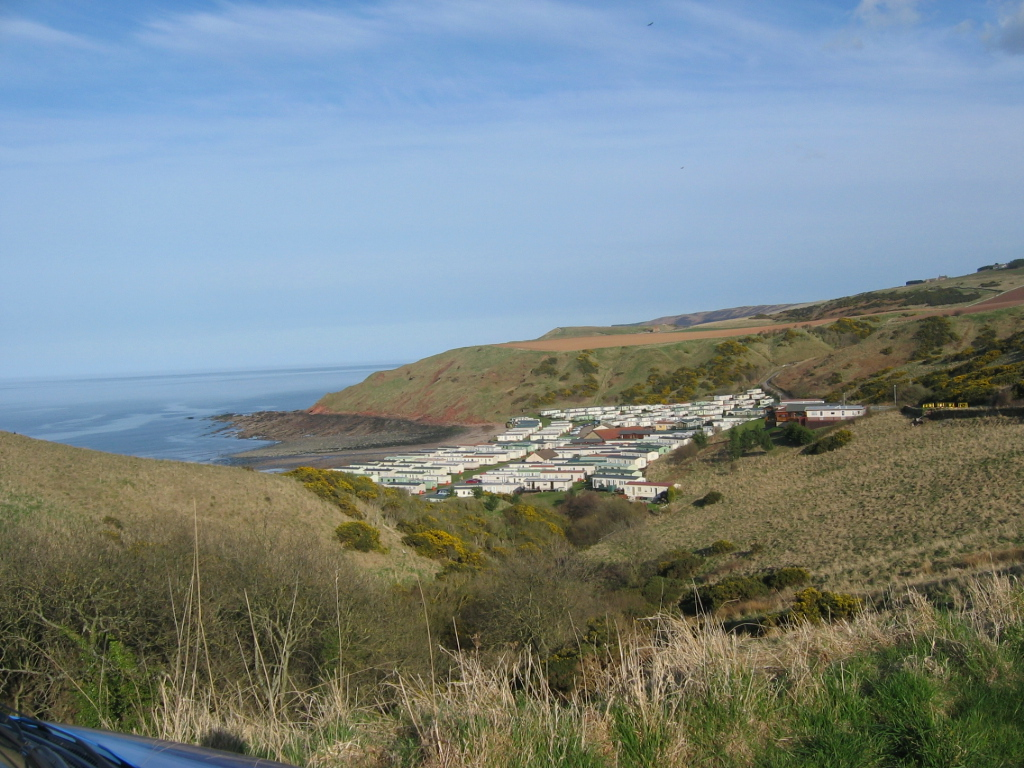
Bahía de Pease.

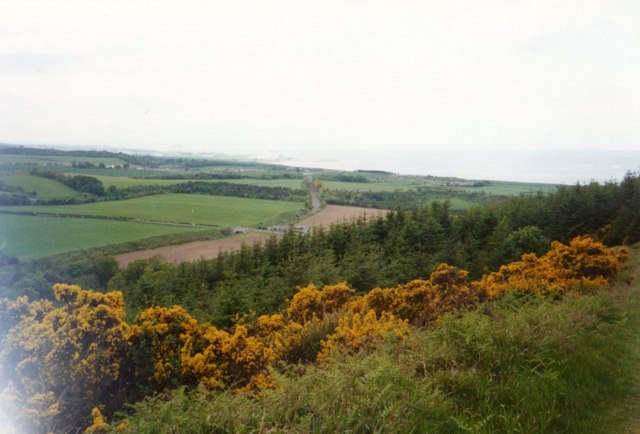
Bosque en Pease Dean.

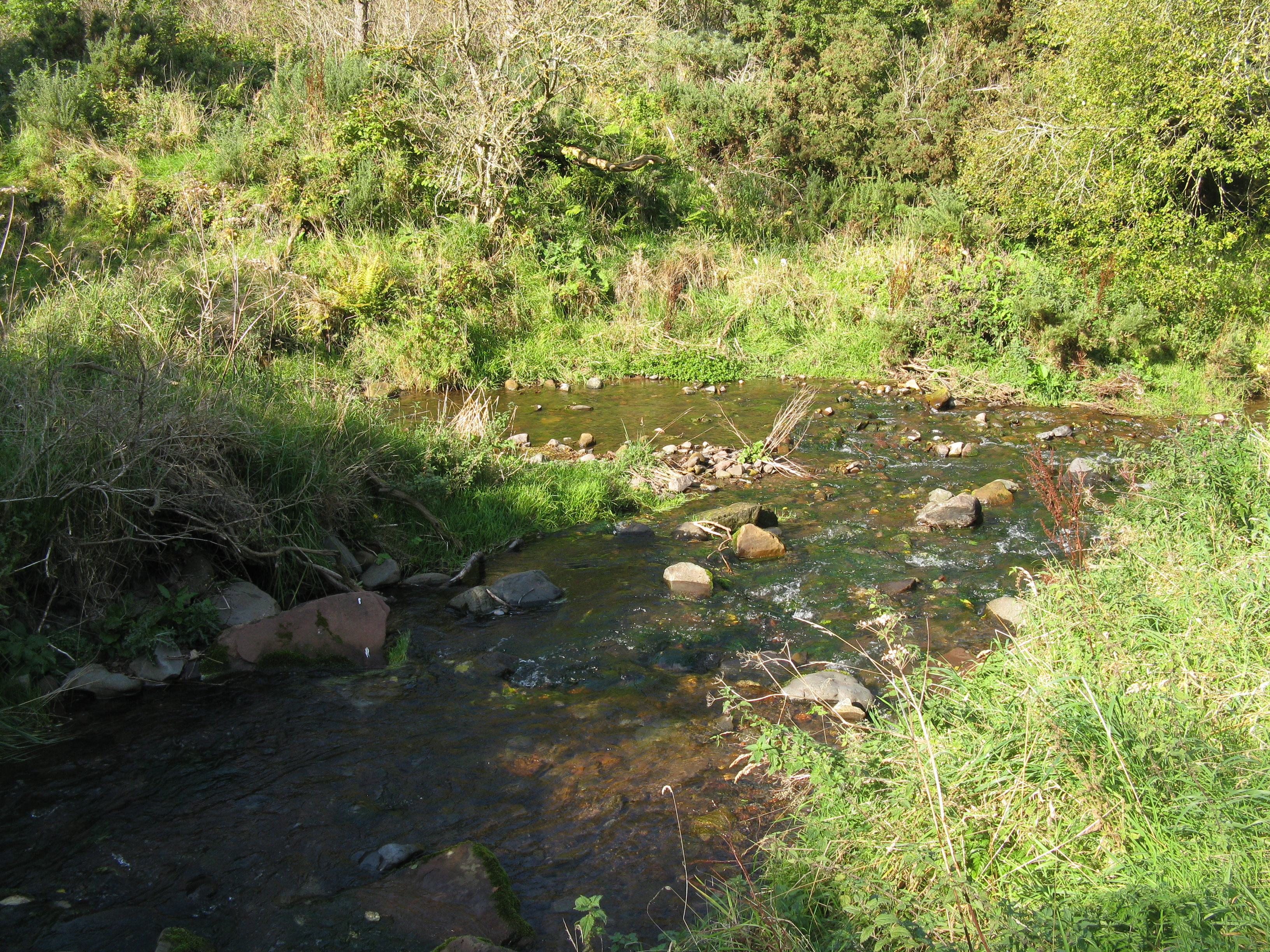
Confluencias de los ríos (burns) Pease y Tower.

Pease Dean es una reserva natural en la bahía de Pease, en el área escocesa de Scottish Borders, cerca de la frontera entre Escocia e Inglaterra y de las localidades de Cockburnspath, Cove y Dunglass.
La reserva está gestionada por el Scottish Wildlife Trust y se divide en dos partes: Pease Burn y Tower Burn. Pease Burn está entre prados abiertos, con tojos y alisos. Tower Burns está rodeado de bosque mixto.
Las corrientes de agua del tipo de Pease y Tower son conocidas en esta zona como burns.

## Geología
La secuencia de capas de grauvaca silúrica (de unos 425 millones de años) en los estratos inferiores inclinadas casi verticalmente, y por encima de una capa intermedia de conglomerado se encuentran capas horizontales de Old Red Sandstone, una arenisca roja devónica (325 millones de años), fue encontrada por James Hutton en 1788 entre los ríos Pease y Tower en su viaje junto a John Playfair.

## Puente Pease
El puente Pease, en inglés Pease Bridge, fue construido en 1786 a partir de un diseño David Henderson y, a la fecha de su construcción, fue el puente más alto del mundo.